# Deskriptiv
Deskriptiv betyder beskrivende.
Deskriptive ytringer forholder sig til, hvordan noget er, frem for hvordan det bør være (en præskriptiv eller normativ ytring). Studier af, om en norm overholdes eller brydes, betegnes empiriske studier, ligesom der skelnes mellem idealer, som analyseres som præskriptive og faktiske forhold, som analyseres som deskriptive. I klassisk videnskabsteori er denne skelnen afgørende, når udsagn analyseres. Med den sproglige vending har postmodernister påpeget, at den operative skelnen mellem præskriptive og deskriptive udsagn er en falsk modstilling af begreberne.   
| Sprog | Spire Denne artikel om sprog er en spire som bør udbygges. Du er velkommen til at hjælpe Wikipedia ved at udvide den. |